# Fellini (banda)
Fellini foi uma banda de pós-punk formada na cidade de São Paulo nos anos1980 por Cadão Volpato (voz), Jair Marcos (guitarra), Ricardo Salvagni (baixo) e Thomas Pappon (guitarra).

## História

### Início
Em 1984, Thomas Pappon convidou Cadão Volpato para formarem uma banda. Thomas se dividia entre o Voluntários da Patria e o Smack, mas encontrou tempo para incentivar o amigo, que tinha pretensões literárias, a escrever letras e assumir o vocal. Depois chamaram Jair para a guitarra – que tinha tocado com Cadão no grupo Toque de Recolher, e, quando já tinham composto umas três músicas, convidaram Ricardo, que estava começando a tocar bateria. O nome da banda foi sugestão do guitarrista Thomas.
A primeira apresentação da banda aconteceu em maio de 1984, num lugar chamado Alpendre, no Bixiga, em São Paulo.
O terceiro álbum, Amor Louco, marcou a aproximação do rock alternativo com bossa nova, samba e timbres eletrônicos. Este LP foi citado como influência por Fred Zero Quatro, Chico Science (que fez shows com repertório do Fellini e regravou a música de Cadão, "Criança de Domingo", em Afrociberdelia) e Marcelo D2.
Tocaram nos Kenny’s Castaway, em Nova Iorque, abrindo para a banda Ira!. Neste show, somente Thomas e Cadão se apresentaram, pois o restante da banda não conseguiu visto para viajar.
Neste primeira fase, toda a discografia foi lançada apenas por gravadoras independentes. O terceiro disco do grupo, 3 Lugares Diferentes, lançado em 1987, foi eleito Melhor Disco Nacional do ano numa votação da revista Bizz.
Motivada principalmente pela ida do guitarrista Thomas Pappon para a Europa, a banda paralisa as atividades em 1991.

### Retornos
A primeira volta do grupo foi em 1999. No início de 2002, o grupo lança Amanhã É Tarde, o primeiro trabalho de inéditas após mais de uma década de hiato.

### Despedida
Em abril de 2016, a banda fez uma série de shows de despedida em Z Carniceria, Sesc Belenzinho e no Centro Cultural São Paulo, com ingressos esgotados, sendo o derradeiro no dia 7. Disse o vocalista Cadão Volpato: “este é o último show, estamos velhinhos, daqui cada um volta pro seu asilo num canto da cidade, e o Thomas [Pappon], mais fino, volta pra Londres”.
Em 6 de março de 2020, a banda se reúne para um show no Sesc Pompeia, em São Paulo, para o lançamento do disco e box A Melhor Coisa Que Eu Fiz, pela NadaNada Discos. O disco é formado de canções inéditas gravadas entre 1984 e 1990.

## Discografia

### Álbuns
- 1985 - O Adeus de Fellini
- 1986 - Fellini só vive 2 vezes
- 1987 - 3 Lugares Diferentes
- 1990 - Amor Louco
- 2002 - Amanhã É Tarde
- 2010 - Você Nem Imagina
- 2020 - A Melhor Coisa Que Eu Fiz

### Compactos (7")
- Pânico (As Mercenárias) / Rock Europeu (Fellini) Soul Jazz Records, 2005

### Participações em coletâneas
- Sanguinho Novo - Arnaldo Baptista Revisitado (tributo a Arnaldo Baptista) - Estúdio Eldorado, 1989 - faixa "Cê Tá Pensando que Eu Sou Lóki?"
- Não Wave - Brazilian Post Punk 1982-1988 - Man Recordings, 2005 - faixas "Teu Inglês" e "Funziona Senza Vapore"
- The Sexual Life of the Savages - Soul Jazz Records, 2005 - faixas "Rock Europeu" e "Zum Zum Zazoeira"